# Park Dome Kumamoto
Park Dome Kumamoto (jap. パークドーム熊本 Pāku Dōmu Kumamoto) – wielofunkcyjna hala sportowa położona w Kumamoto, w prefekturze Kumamoto, w Japonii. 
Wybudowana na potrzeby mistrzostw świata w piłce ręcznej mężczyzn w 1997 roku. Pojemność areny wynosi 2 tys. osób. Cały obiekt zajmuje powierzchnię 26 965 m². W obiekcie mieszczą się m.in. boiska do piłki nożnej, tenisa, krykieta, softballu.